# Emil Thiele
Emil Thiele (* vor 1845; † nach 1866) war ein deutscher Landschaftsmaler.

## Leben
Thiele studierte Malerei bei Max Schmidt in Berlin. In den Jahren 1862/1863 nahm er Privatunterricht bei dem Düsseldorfer Landschaftsmaler Ludwig Hugo Becker. 1863 legte er einen Studienaufenthalt in Finnland ein. 1866 lebte er als Landschaftsmaler in Berlin.